# Кярки (село)
Кярки (азерб. Kərki) / Тигранашен (арм. Տիգրանաշեն) — село в Закавказье. Согласно административно-территориальному делению Республики Армения, фактически контролирующей это село, оно расположено в Араратской области; согласно административно-территориальному делению Азербайджанской Республики — в Садаракском районе Нахичеванской Автономной Республики.
С исторической точки зрения село Кярки обладает древним культурным наследием. На западе села находятся поселение эпохи бронзы, оборонительная крепость и древний некрополь. Во время археологических раскопок в пределах этого некрополя были обнаружены каменные ящики-склепы, керамические изделия и другие материально-культурные артефакты. Найденная в некрополе Кярки расписная посуда имеет характерные черты, присущие и другим археологическим памятникам на территории Нахичеваня. Кроме того, на территории села расположена могила османского солдата, погибшего в годы Первой мировой войны.
Площадь села составляет около 8,2 км². Через село проходит основная магистраль, соединяющая северные и южные районы Армении.

## Этимология
Название (ойконим) Кярки связано с именем племени кярки. В источниках указывается, что представители племени кярки прибыли на территорию Азербайджана в раннем средневековье в составе кипчаков. В документах XIX века упоминается род (тире) «кяркибашлы», входивший в состав племени «газаxлы». У туркмен также существовала ветвь рода «эрсары», именуемая «кярки». Племена кярки были зафиксированы и на территории Турции, Узбекистана. В Туркменистане имеются город, район и посёлок под названием Керки, а также гора Керкидаг. Однако туркменские источники сообщают, что это название имеет персидское происхождение и означает «горная крепость». Кроме того, оно имеет ту же этимологию, что и посёлок Кяркиджахан, расположенный в административном районе Ханкенди. Ряд азербайджанских исследователей также предполагали возможную связь названия с городом Киркук в Ираке.

## География
Кярки располагается у подножия горы Тежкар, также называемой Гызылдаш, на берегу реки Арпачай, в 470 км к юго-востоку от столицы Азербайджана, города Баку, в 8-10 км от села Седерек и примерно в 5 км от границы между Нахчыванской Автономной Республикой и Арменией. Площадь села составляет около 960 гектаров. Кярки находится в степной местности, климат — континентальный. Среднегодовая температура составляет +14 °C. Самый жаркий месяц — август (+32 °C), самый холодный — январь (−6 °C).

## История
В мае 1992 года в ходе Первой карабахской войны Кярки, представлявшее собой азербайджанский эксклав на территории Армении, Вооружённые силы Армении оккупировали и изгнали местых жителей. В результате конфликта азербайджанское население покинуло эту территорию. В настоящий момент село в основном населено армянами, покинувшими Азербайджан в ходе Карабахского конфликта, и называется Тигранашен.

## Достопримечательности
На территории села находятся оборонительная цитадель и древний некрополь, относящиеся ко II тысячелетию до н. э. В могилах, выполненных в форме каменных коробок, были обнаружены керамические изделия.

## Галерея
- Виды Араратской равнины
- Пейзажи недалеко от села